# Juan Marín Naranjo
Juan Marín Naranjo, de nombre artístico "El Juani" (Fernán Núñez, 1985), es un músico español. 

## Trayectoria
Su afición por la guitarra flamenca le nace en el entorno de la Peña Flamenca "El Mirabrás", de Fernán Núñez, de la que su padre, buen aficionado, es socio. Desde la infancia vive sólo para la guitarra y enseguida se inicia en este difícil arte en el acogedor ambiente de la peña, una de las más activas de Córdoba y su provincia por lo que no le faltan oportunidades para acompañar a cantaores de prestigio, aunque sus preferencias se enfocan a la guitarra flamenca de concierto.
En 2004 gana el Certamen "Jóvenes Flamencos" de la Diputación Provincial y la Federación Provincial de Peñas Flamencas de Córdoba. Obtiene un premio en el Concurso de Alhaurín de la Torre (Málaga) y consigue su primer triunfo importante llevándose el Premio Campos de guitarra en 2004 en reñida competencia con otros guitarristas de muy alto nivel en Andalucía y de otros lugares de España.
También en 2004, tras superar la selección, participa en la fase de opción a premio del XVII Concurso Nacional de Arte Flamenco de Córdoba en la sección de guitarra de concierto, dentro del premio Manolo Sanlúcar. No obtiene premio, pero a juicio de los entendidos tiene una destacada actuación en la que pone de manifiesto su limpieza y virtuosismo en la ejecución.
En 2005 resulta ganador del Concurso Nacional de Jóvenes Aficionados en Jaén. En 2005 gana el Concurso de Guitarra "Manuel Cano" en Ogíjares (Granada). En 2006 gana el Concurso Andaluz para Jóvenes Flamencos de cante, guitarra y baile, en Sevilla.
En 2007 se lleva el 2º premio del Concurso de Guitarra en el Festival del Cante de las Minas en La Unión (Murcia).